# إمي أوكلاكال (آيت واسيفاد)
إمي أوكلاكال هو دُوَّار يقع بجماعة إدا وكنضيف، إقليم شتوكة آيت باها، جهة سوس ماسة في المملكة المغربية. ينتمي الدوّار لمشيخة آيت واسيفاد التي تضم 30 دواوير. يقدر عدد سكانه بـ 15 نسمة حسب الإحصاء الرسمي للسكان والسكنى لسنة 2004.

## روابط خارجية
- البوابة الوطنية للجماعات الترابية
- المندوبية السامية للتخطيط